# Scott Fahlman
Scott Elliot Fahlman (né le 21 mars 1948, à Medina, Ohio) est un chercheur en informatique, à l'université Carnegie-Mellon. Il est connu pour ses travaux divers en informatique et plusieurs algorithmes. Plus récemment, Fahlman a participé à la création d'une base de connaissances, Scone, fondée sur ses travaux concernant les « réseaux sémantiques ».
De plus, il est considéré comme l'inventeur des « smileys », utilisés dans les messages électroniques écrits (courriels ou SMS). Au cours d'une discussion avec des collègues sur un forum à l'université Carnegie-Mellon, il avait proposé de les utiliser pour séparer les messages sérieux des plaisanteries. Pour cela, il a proposé les symboles «  :-) » et «  :-(  », et ces derniers furent rapidement adoptés.
Le premier message utilisant ces symboles a été posté par Fahlman le 19 septembre 1982 :
| 19-Sep-82 11:44 Scott E Fahlman :-) From: Scott E Fahlman <Fahlman at Cmu-20c> I propose that the following character sequence for joke markers: :-) Read it sideways. Actually, it is probably more economical to mark things that are NOT jokes, given current trends. For this, use :-( |

Fahlman obtient sa licence et son master en 1973 à l'Institut de Technologie du Massachusetts mais également son Ph.D. en 1977. Ses directeurs de thèse sont les Drs Gerald Sussman et Marvin Minsky. Il est membre de l'Association for the Advancement of Artificial Intelligence.
Fahlman est conseiller de thèse de Donald Cohen, David McDonald, David S. Touretzky, Skef Wholey et Justin Boyan.
De mai 1996 à juillet 2000, Fahlman dirige le Justsystem Pittsburgh Research Center.

## Citation
« J'ai inventé les émoticônes :-) et :-( mais j'aurais bien aimé avoir eu l'idée du clin d'œil ;-) et du cri :-O » .